# 因果迴路圖
因果迴路圖（CLD）是一種因果關係圖，用於視覺化系統中不同變數之間的因果關係。該圖由一組文字和箭頭組成。因果迴路圖通常配有敘述，描述 CLD 所呈現的封閉因果情境。圖中的封閉迴路或因果回饋迴路是 CLD 的重要特徵，因為它們可能有助於識別不易察覺的惡性循環或良性循環。
帶有箭頭進出的一組文字代表變數，即數值會隨時間變化的量，而連結則表示兩個變數之間的因果關係（即，它們不代表物質流動）。標記為「+」的連結表示正向關係，當因變數增加時，在其他條件不變的情況下，結果變數也會增加；反之，當因變數減少時，結果變數也會減少。標記為「-」的連結則表示負向關係，當因變數增加時，結果變數會減少；反之，當因變數減少時，結果變數會增加。正向因果關係可視為導致同方向的變化，而負向因果關係則導致相反方向的變化，也就是說，若連結起點的變數增加，則另一變數減少，反之亦然。
沒有箭頭的文字為迴路標籤。與連結類似，回饋迴路具有正向（即增強）或負向（即平衡）極性。CLD 包含這些迴路的標籤，通常使用編號（例如，B1 代表敘述中的第一個平衡迴路，B2 代表第二個，依此類推），並搭配描述迴路功能的詞語（例如，「欲速則不達」）。增強迴路指的是任何變數的變化經由迴路傳遞，最終回饋以強化最初的變化（例如，在增強迴路中，某變數增加，經過迴圈作用後仍會進一步增加，反之亦然）。平衡迴路則指變數的變化經由迴路傳遞後，最終回饋的變化方向與初始變化相反（例如，在平衡迴路中，某變數增加，經過迴圈後則會減少，反之亦然）。平衡迴路通常是趨向目標或錯誤修正的過程，並透過變數來指示迴路的目標；增強迴路則通常表現為惡性或良性循環。

## 歷史
使用文字和箭頭（在網絡理論中稱為「節點」和「邊」）來構建因果關係的有向圖模型，至少可追溯到 1918 年 Sewall Wright 在路徑分析中的應用。根據 George Richardson 的著作《社會科學與系統理論中的回饋思想》（Feedback Thought in Social Science and Systems Theory），最早正式發表並使用因果迴路圖來描述回饋系統的文獻，是 Magoroh Maruyama 在 1963 年發表的文章《第二控制論：偏差放大的相互因果過程》（The Second Cybernetics: Deviation-Amplifying Mutual Causal Processes）。

## 正向與負向因果關係連結
- 正向因果連結，指的是兩個變數以相同方向變化，也就是說，若連結起始的變數減少，則另一個變數也會減少；同樣地，若起始變數增加，則另一個變數也會增加。
- 負向因果連結，則表示兩個變數以相反方向變化，即如果連結起始的變數增加，則另一個變數會減少；反之，若起始變數減少，則另一個變數會增加。

## 增強迴路與平衡迴路
要判斷一個因果迴路是增強迴路還是平衡迴路，可以從一個假設開始，例如：「變數 1 增加」，然後沿著迴路追蹤變化方向。
- 若最終結果與初始假設一致，則該迴路為增強迴路。
- 若最終結果與初始假設相反，則該迴路為平衡迴路。

換句話說：
- 增強迴路具有偶數個負向連結（包括零個）。
- 平衡迴路具有奇數個負向連結。

識別增強與平衡迴路是辨識參考行為模式（Reference Behaviour Patterns），即系統可能呈現的動態行為的重要步驟。
- 增強迴路通常與指數成長或衰退相關。
- 平衡迴路通常與趨於穩定或達到平衡點相關。

如果系統中存在延遲（通常以在因果連結上畫一條短線表示），系統可能會產生波動現象。